# Orden del Hospital de San Redentor
La Orden del Hospital de San Redentor (también, Hospital del Santo Redentor de Teruel) fue una institución militar y religiosa de caballería de finales del siglo XII, creada tras el fracaso de las Cruzadas, y como resultado de la Reconquista de Teruel por Alfonso II en 1171.

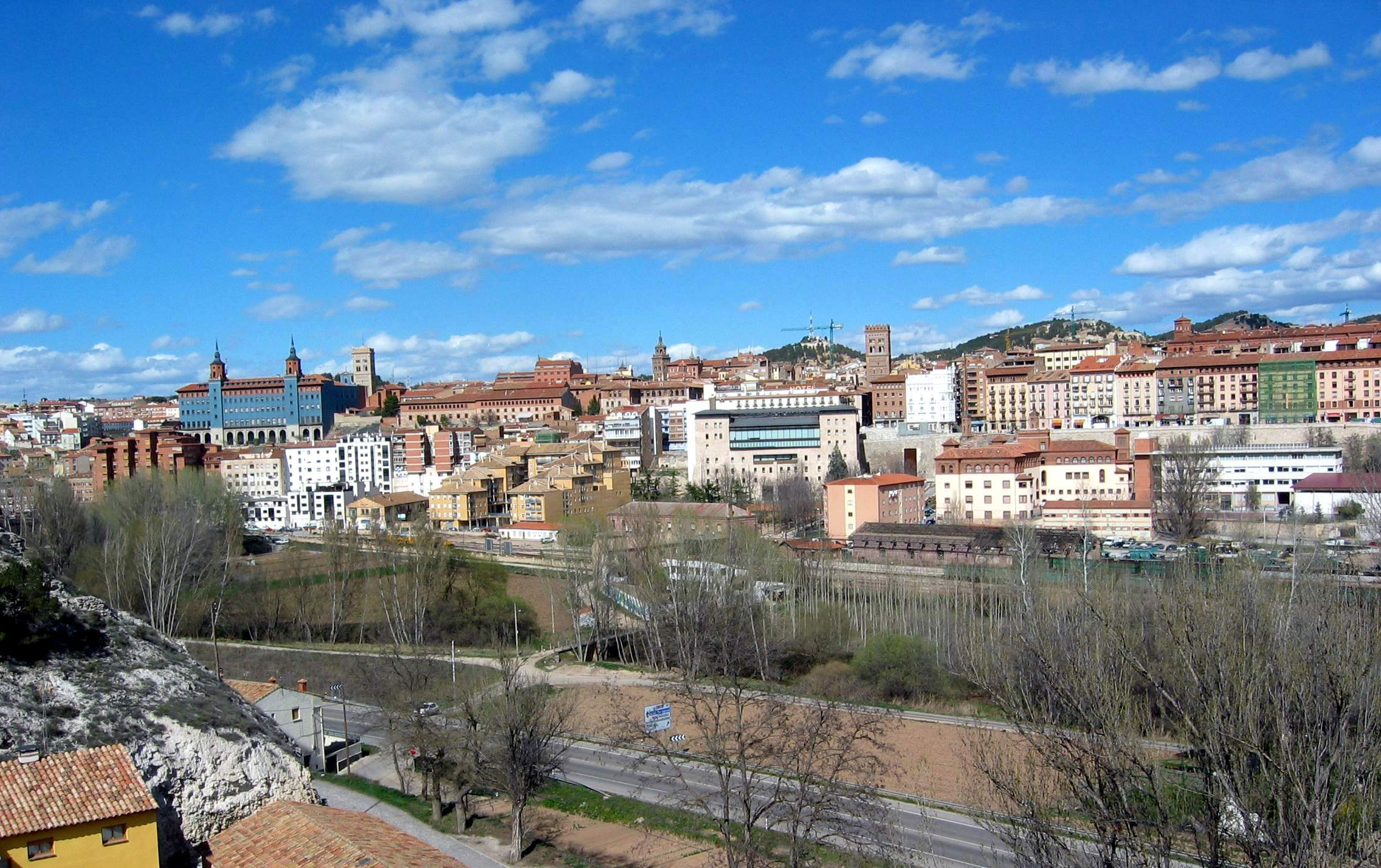
Vista parcial (suroccidental) de Teruel, en cuya plaza de San Juan se hallaba el «Hospital de San Redentor», obra fundacional de Alfonso II de Aragón (1178).

## Historia
Tras el fracaso de Las Cruzadas, en 1174, la Orden de Monte Gaudio abandonó su casa fundacional en Tierra Santa. Tras regresar a la península ibérica, no fue atendida en Castilla y León, por lo que finalmente estableció su casa central en la localidad de Alfambra, en el Reino de Aragón.
A finales del mismo mes de la caída de Jerusalén, en octubre de 1187, Alfonso II de Aragón transformó la Orden de Monte Gaudio, añadiendo a sus actividades fundacionales las asistenciales (hospitalaria y redentorista), para atender y «redimir a los cristianos que cayeran en poder de los moros». A esta Orden unión la de San Redentor, hospital que ya existía en Teruel. Esta nueva Orden se conoció popularmente como «Orden de Alfambra», dándole como casa principal el «Hospital de San Redentor» de Teruel. De ahí su denominación oficial, «Orden del Hospital de San Redentor» (también, Orden de San Redentor, como se la conoce tradicionalmente).
El rey de Aragón, Alfonso el Casto había creado el «Hospital de San Redentor» en Teruel unos años antes (en 1178), su casa solar ocupaba varios edificios de la actual plaza de San Juan (orientación noroeste y sur de dicha plaza).
A finales del siglo XII, la Orden de Monte Gaudio y San Redentor fueron agregadas a la Orden del Temple, toda vez que el rey aragonés había perdido la confianza en que dichas órdenes estuvieran capacitadas, por su indisciplina y falta de autoridad en sus líderes para mantener la frontera de Aragón, amén de para ayudarle en su proyectada conquista de Valencia:

«[Es por esta razón que el rey de Aragón] recurrió al romano pontífice para que la disolviera, y tardando en llegar tal disposición, el mismo rey dispuso desde Lérida (1196) que los templarios se hicieran cargo de los castillos y posesiones que tenían los caballeros de San Redentor en Aragón, no disponiendo nada sobre las casas y castillos y posesiones que tenían en Castilla, Cataluña, Provenza y el Milanesado».
 El Capítulo de Racioneros de Teruel , Alberto López Polo

Fue así como Alfonso II de Aragón –según documento datado en Lérida, en abril de 1196- hace entrega a los templarios de los bienes que la Orden de San Redentor poseía en Aragón. Según documento datado en Teruel, el 29 de abril de 1196, el maestre de la Orden del Hospital de San Redentor, lo era el italiano fray Lino de Lucca, ejecutó la orden real: «y él mismo, con algunos de ellos (a la sazón comendadores de su orden en Aragón), se pasó con armas y bagajes a una Orden extranjera».
El registro por el que fray Lino de Lucca, maestre de la Orden de Santa María de Montegaudio de Jerusalén (del Hospital de San Redentor de Teruel y de la Casa de Alfambra), junto con otros caballeros de su Orden se une formalmente a la Orden del Temple, haciéndole entrega de los bienes que su Orden poseía en Aragón, se conserva en el Archivo de la Corona de Aragón, escrito en latín medieval (Reg. 2, fol. 92) y en lemosín (Archivo Histórico Nacional, Cartulario de los Templarios, p. 132).
Tras la disolución de la Orden del Temple (en 1312), sus bienes, posesiones y pertenencias pasaron en Aragón a la Orden de San Juan del hospital de Jerusalén, mientras que en el Reino de Valencia pasaron a la Orden de Montesa: esta nueva orden, creada a instancias de Jaime II de Aragón (en 1319), fue dotada patrimonialmente con los bienes y derechos de los templarios en el Reino de Valencia, más los correspondientes a los hospitalarios, que renunciaron a lo que poseían en Valencia a cambio de lo que los templarios tuvieron en Aragón.